# エスパー魔美
- 藤子不二雄（連載） > 藤子・F・不二雄（著作） > エスパー魔美
- 藤子不二雄 > アニメ > エスパー魔美

『エスパー魔美』（エスパーまみ）は、藤子不二雄名義で発表された日本の漫画。
藤本弘（後の藤子・F・不二雄）の単独執筆作。漫画を原作としたテレビアニメとテレビドラマも放送された。

## 概要
漫画雑誌『マンガくん』の創刊号（1977年1月10日号。1976年12月発売。1976年は昭和51年）から1978年まで連載され、『マンガくん』が『少年ビッグコミック』に改題された後は不定期に掲載、1983年（昭和58年）に最終回を迎えた。漫画作品はすべて藤子不二雄名義で発表された。
1974年に発表された短編『赤毛のアン子』（後に『アン子 大いに怒る』に改題）は本作の原型である。
1990年の文章にて藤本は、本作連載前の時期（1976年頃）を『オバケのQ太郎』から始まった生活ギャグ路線が曲がり角に来た時期としたうえで「このへんでちょっと目先を変えてみたいなと考えました」と語っている。また、本作のポイントとして以下の4つをあげている。
- 主人公を女の子にする。
- 超能力を持たせる。ただし、ごくささやかな力に限定する。
- 活躍の場を大人の世界にする。そのため主人公の年齢を中学生に引き上げる[注 2]。
- 主人公の性格、生活環境を、なるべく平凡なものとする。

これらの試みは成功を収め、本作は藤本の代表作の一つとなった。
藤子不二雄のアシスタントを務めたえびはら武司は、藤本は魔美の裸シーンを描くためにSMクラブに通って勉強したと語っている（ただし、えびはらの発言には事実と異なるものも複数ある。えびはらは本作連載開始の前年の1975年に藤子スタジオを退社している）。
1987年（昭和62年）4月からテレビ朝日系列でアニメ化され、オリジナルストーリーを多数交え、約2年半にわたり放映された。アニメ映画も1本製作された。
アニメ化に伴い『月刊コロコロコミック』1987年4月号から1988年4月号まで再録連載され、同誌の別冊と増刊号にも1回ずつ再録されている。
1995年盛夏に藤本は「『エスパー魔美』なんかもね。余力があれば、また描けたらいいななんて思うんだけども」と語っていたが、1996年9月の死去により、その構想は謎のままとなった。
2002年（平成14年）には、NHK教育テレビジョン『ドラマ愛の詩』で実写ドラマ化された。

## あらすじ
明月中学に通う中学生・佐倉魔美は、同じクラスの高畑和夫をピンチから助け出したことをきっかけに、自分の中に超能力が眠っていることに気づく。高畑は自分がエスパーだと誤解していたため、真実を知って気落ちするあまり魔美と距離を置いてしまうが、気を取り直してエスパーのコーチとして協力を申し出る。
高畑のサポートの元、自身の超能力に磨きをかけながら、魔美はごく普通の中学生と、人助けをする正義のエスパーとしての二重生活に奔走していく。

## 登場人物
- 基本的に1話完結型だが、ハザマローンの女社長、黒田赤太郎など、のちの話に再登場する人物もいる。
- ★印はアニメオリジナルキャラクター

### 主要人物
声 - はアニメの、演 - はドラマのキャスト
佐倉 魔美（さくら まみ）
漫画
本作品の主人公。東京近郊の「佐間丘陵」にある明月学園中学の生徒。年齢は前半13歳で「恋人コレクター」（第38話目）で誕生日を迎えて14歳の中学2年生。血液型O型。
基本的に「マミ」と片仮名表記で呼ばれている。ひょんなことから超能力に目覚め、以後、自分の力を人助けのために役立てることを決心する。
性格は明るく快活でそそっかし屋なおてんばタイプ。情に厚くて心優しくややお節介で、困った人を見ると放っておけないタイプ（お人よし）。作者のよくある主人公らしく決して優等生ではない、ややドジで間抜けな面があり、ささいな失敗をやらかしてしまう。勉強および家事が苦手で、特に料理は壊滅的で、作中、彼女の腕前を知る者は、彼女が料理を作ろうとした途端に逃げ出したり作らないように説得する。母親の指導もあり、一度若干の改善が見られた（アニメではシチューのみ）。また、かなりのおっちょこちょいで、よく自宅の階段を踏み外して転がり落ちたり、ことわざや熟語などを言い間違えることがある。
画家である父親のヌードモデルを務め、お小遣いを稼いでいる。魔美自身も絵を特技としており、その腕前は父譲りでなかなか上手く、高畑から将来は画家になりたいかと尋ねられた時には「なれればね」と答えている。漫画家になることが夢だと語る回もある。また部活では美術部に所属していることを窺わせる描写もある。
父方の曽祖母が「フランス人」で、自身の赤毛はコーカソイドの隔世遺伝によるもの。かなづち（ただし運動能力自体は高畑に比べると高い）で、幽霊が苦手。思春期の年頃だが、父親からのヌードモデルの依頼を平然と受けていることからもわかるように、異性への意識や性に対する知識などはほとんどなく恥じらいがあまりない。逆にその手の知識のある高畑に興味津々に質問したり、高畑が自分のヌードモデル姿を想像しているところを超能力で感づいても特に気にする様子は見せていない(ただし、高畑の指が胸に触れたときには顔を真っ赤にしている)。
アニメ
声 - 横沢啓子（現・よこざわけい子）
身長153cm、体重42kg、B75・W56・H80。アニメ版では誕生日は京都大文字送り火の8月16日。
ドラマ
演 - 笹岡莉紗
ドラマ版ではレオタードモデル姿でモデルを務めている。
高畑 和夫（たかはた かずお）
声 - 柴本広之 / 演 - 上條誠
魔美と同じ中学校のクラスメートで、本作の副主人公。4月12日生まれ。全登場人物の中で唯一誕生日が明確な日付で定められている。
魔美のことは「マミくん」と呼び、魔美からは｢高畑さん｣と呼ばれる。身長については漫画、アニメとも魔美より低く描かれることが多い。漫画序盤ではやや細めな体型であったが徐々に小太り気味になり、アニメ版でも小太りなキャラクターデザインで描かれている。
明月中学きっての秀才で、教科書を一度読んだだけで全て暗記する、ボンヤリと聞いているだけで人の話しの内容を理解するなど天才的な一面を持つ。しかし、本人は至って謙虚でそのことを表に出すことはせず、努力家に申し訳ないとテストではわざと毎回二、三問間違って答えている。
頭脳明晰な反面、スポーツは上手くないが嫌いではなく、草野球に熱中しているものの、チームの足を引っ張ることが多い。友人たちからは「野球さえやりたがらなければいいやつ」と評されている。絵を描くのも下手であり、コンポコに笑われることも多い。
当初は超能力の持ち主が魔美ではなく自分であると勘違いしており、真実を知った際、落胆のあまり魔美とはしばらく距離を置いてしまったが、和解後は、その博識ぶりから魔美の超能力開発のコーチ・相談相手として彼女を支えるようになる。
性への興味は人並にあり、偶然魔美のスカートの中が見えて赤面したり、ヌードモデルをしている魔美のことをぼんやり考えていたこともある。後者はそのことをテレパシーで魔美に知られてしまい、恥ずかしさのあまり真っ赤になりながら激怒した。
魔美のことを異性として意識するシーンもあり、彼女に近づく男性に嫉妬心を表すことも多い。例えば、魔美にセクハラを働こうとした黒沢を殴りつけたり、彼女が有名占い師の息子と結婚させられそうになった際や、自殺志願の大学生に貞操を捧げそうになった際に血相を変えるなど。
コンポコ
声 - 小粥よう子 / 小桜エツコ（Fシアター「ドラえもん&キテレツ大百科 コロ助のはじめてのおつかい」）
佐倉家のペットの犬。性別は雄で、鳴き声は「フャンフャン」などの独特なもの。油揚げが大好物で食性も雑食傾向。血筋がハッキリしない雑種で、タヌキとキツネの合の子のような風貌。名前を間違われたり、タヌキやキツネ呼ばわりされたりするとひどく機嫌を損ねる。のんびり屋に思われがち。感情的になることもあり、魔美に厳しい言葉をうけたときは感極まり泣いてしまったことがあり、高畑が名前間違えて名前を呼んだりしたときは怒って怒りあらわに噛み付いた。また猫にもよく間違われ、アニメではアライグマにも間違われていた、これ以外に「名犬コンポコポン」で行方不明になった際に魔美たちが作った捜索の張り紙によるとネコ・タヌキ・キツネに加えて「パンダに似ています」という記述がある。振る舞いがかなり人間くさく、笑い上戸で笑い転げたりする。プライドが高い。物やジェスチャーを使って、人と意思疎通を図ることもある。隣家の陰木宅のペットである雌のポメラニアン犬、メリーちゃんが大好きで、仲が良い。
魔美が超能力に目覚めるのと近い時期に拾われたらしく、高畑はマッチが着火するためにはマッチ箱が必要なように、魔美という「マッチ」が超能力に目覚める触媒としての「マッチ箱」になったのではないか、コンポコと仲良くなれば自分も超能力に目覚めるのではないかと推測した。
臆病で方向音痴だが野性の直感は優れており、はるか遠く離れているはずの魔美の危機を察知し、助けに向かうといった活躍も見られた。毛色については、漫画ではレモン色、アニメでは油揚げ色と表現されていた。
魔美との出会いは大嵐の夜、魔美の家に迷い込んできたという設定。

### 魔美の家族
佐倉 十朗（さくら じゅうろう）
声 - 増岡弘 / 演 - 草刈正雄
魔美の父。職業は画家兼区立高校の美術講師。たびたび個展を開くが絵はあまり売れていない。絵を描いている時に調子が乗ってくると鼻歌を歌いだすのが癖。よく旅行やドライブに行っては、そこで出会った風景をスケッチしている。たくあんの煮物とパイプが好き。魔美を「マミ公」と呼ぶことが多い。魔美と仲の良い高畑には大いに好感を持っている様子。自家用車を所有しており、漫画では車種が不明確である（言及されていない）が、アニメと同様に年代物のフォルクスワーゲン・ビートルである。アニメ版では北海道の牧場主・村木（声 - 田原アルノ）や八ヶ岳山麓に移り住んだ後輩の田端（声 - 岸野一彦）などが知り合いに当たり、人脈の広い様子がうかがえる。また勤務する高校での美術部顧問としても設定されており、アニメでは夏休みに部活指導をする姿も描かれた。アニメ版最終回でフランスに絵画留学することとなった。ドラマでは「十朗」は画家としての筆名で、本名は「比呂志」とされた。
ママ
声 - 榊原良子 / 演 - 涼風真世
魔美の母。下の名前は明かされていない。朝売新聞の外信部に勤めている。仕事・家事ともに一流。仕事柄、時事問題に詳しくストーリー上、様々な事件の情報源となることも多い。娘のことは「ちゃん」付けで呼ぶことが多い。アニメ版では「菜穂子（なおこ）」という名にされており、毎朝新聞社に勤務し、取材などの際、相手の心情を十分に理解、検討した上で、公の発表に細心の注意を払うといった描写がある。ドラマ版では「花枝」とされていた。

### 生徒たち
竹長（たけなが）
声 - 佐々木望
魔美のクラスメート。高畑の野球仲間。かなり裕福な家庭で、リゾート地に別荘を構えている。漫画では初期に高畑と野球をするシーンが頻繁に出たが、終盤はあまり登場しなくなる。
アニメでは「悟（さとる）」という名前が設定され、幸子・のり子・番野・富山らと共にレギュラーとして出続けた。明確な表現はないが初登場話で幸子とデートしているなど、幸子の彼氏のように描かれている。
幸子（さちこ）
声 - 江森浩子 / 演 - 井端珠里
魔美のクラスメートで仲良し3人組の1人。愛称は「さっちゃん（「幸子」と呼ばれることも）」。3人組の中では一番落ち着いた印象。漫画では初期こそ頻繁に登場したが、終盤は顔見せ程度になる。
アニメでは「間宮（まみや）」という姓が設定され、放送延長の強化策としてのり子と共に完全にレギュラー化。小学生低学年ぐらいの弟がいる。なお、ドラマでは名字は「相原」で高畑に関心を持っているという設定になっている。
てんびん座。血液型A型。
ノンちゃん（のんちゃん）
声 - 渕崎ゆり子 第5話のみ江森浩子
魔美のクラスメートで仲良し3人組の1人。「ノン」とも呼ばれる。
アニメでは「桃井 のり子（ももい のりこ）」。3人の中では楽天的な性格で情報屋だが、気の小さい一面もある。魔美や高畑にツッコミを入れることが多い。ミーハーでヘヴィメタル好き。テニス部に所属し、高根先輩に憧れている。漫画にも2コマほど登場しているが、アニメで明確に名前・性格付けされたキャラクターで第1話から登場している。放送延長に伴い、レギュラー化する。
おとめ座。血液型B型。
番長
声 - 塩屋翼
かつて魔美のクラスで番を張っていた不良。彼のグループが高畑を襲ったことが魔美の超能力を顕在化させるきっかけとなった。
アニメでは準レギュラーとなり、「番野 兆治（ばんの ちょうじ）」という名前が設定された。漫画では不良番長としての描写しかないが、アニメではクラスメートの転校にはなむけを用意するなど、人情家な一面も見せるようになる。また、事故によって一時的に魔美の超能力が彼に移行したこともあった。
富山（とみやま）
声 - 平野義和
魔美のクラスメート。眼鏡をかけており、クラシックマニア。密かに魔美に好意を抱いており、たびたび自慢のレコード鑑賞を持ちかけて自宅に誘うも、聞き手のことを考えない薀蓄語りが魔美を閉口させ、体よくあしらわれる。
アニメでは「高志（たかし）」という名前が設定され、放送終了間際に魔美の助力もありクラスメートの藤野沙織と交際することになる。
ゴインキョ
声 - 龍田直樹
魔美たちとは同学年別級の生徒。魔美より頭一つ背が低く、本名の姓は志村だが、常に背中を丸めているため「ゴインキョ」のあだ名がある。モデルガンの収集・改造が趣味だった。漫画では番野たちと同一のグループにいじめられていたが、アニメでは別の番長（玉井）たちにいじめられていた。
有原 成宏（ありはら なりひろ）
声 - 鈴置洋孝
明月中学の映画研究会部長。3年生。女子生徒に圧倒的な人気を持つが、部の運営は独裁的で黒沢以外の男子部員からは離反され、後には女子部員にも辞められた。魔美を主人公に「透明ドラキュラ」という映画を撮影することを画策するが、魔美が全裸になるシーンに抵抗を示すと、短気を起こして撮影を投げ出してしまった。部員の黒沢も「見掛け倒しで中身はない」と見抜いており、映画研究会会誌「キネトスコープ」における映画「イノセント」の批評も、週刊誌に掲載された白井という人物の批評とそっくりであったという。
黒沢 庄平（くろさわ しょうへい）
声 - 飛田展男
映画研究部副部長（アニメでは後に部長に）。3年生。当初は他の男子部員同様に有原の独裁的運営に抗議して離反しかけるが、魔美の入部を知って退部を思いとどまる。8ミリカメラ担当として映画撮影に携わったが、魔美の超能力を目撃したことによりエスパーではないかと疑い、様々な策を用いて証拠を押さえようとする。魔美のことが好きで勝手に「将来の妻」と呼んでおり、超能力の証拠を掴もうとするのも魔美の弱みを握ることを目的としたものである。超能力の証拠を掴むことを兼ねた盗撮の依頼や高畑に魔美を諦めさせるための疑似フィルム編集、魔美の父の弟子という体で魔美との同居を図る（後ろ2つはアニメのみ）など、ほとんどストーカーや嫌がらせに近い行動もとっていた。本人が言うには父は一流商事会社の部長で、母の実家は大地主らしい。背はかなり低く、2年生に1年生と勘違いされていた。
篠山 よしひろ（しのやま よしひろ）
声 - 安藤靖
写真部員。2年生（アニメでは1年生）。その腕前はプロ級で、特に野生動物の撮影が得意。黒沢のバードウォッチングならぬ「マミウォッチング」につき合わされ、不本意ながら魔美の盗撮を行うことになる。しかし根は生真面目で、カメラをひったくられた際に助けに来た魔美が飛ぶのを目撃するが、魔美が超能力が露見するのを覚悟でカメラを取り返してくれた礼に、黒沢に逆らって沈黙を守った。さらに黒沢の弱みとなる写真も撮影しており、それを材料にして黒沢に、魔美に対するストーカー的行為をやめるよう警告する。
藤野 沙織（ふじの さおり）★
声 - 三浦雅子
魔美たちのクラスメイト。名前のイニシャルとSFばかり読むことから「SF」というあだ名を持つ。考え方が空想的で、小説の世界と現実世界を区別しようとしない。また、性格も閉鎖的で、他からの干渉を嫌う。クラスメートの富山高志の恋愛に対する魔美の助力や彼からの告白があり、富山と交際することになった。

### その他
陰木さん（いんき）
声 - 京田尚子
佐倉家の隣に住むおばさん。登場しばらくは陰気で嫌味な性格として描かれ、佐倉家の粗探しをしてはネチネチと苦情を言いに来たり、魔美が魔女ではないかと疑って近所の主婦たちとともに監視したり、いたずら電話で嫌がらせを行ったこともある。しかし、それも一人息子の犯罪や夫の病気などの家庭の不幸から心を病んでいたためで、出所した息子が帰ってからは、夫の健康状態も良くなり家庭事情が好転。以降、コンポコを含め佐倉一家に優しい態度をとれるようになり、ご近所同士付き合いもうまく行きはじめる。なお、息子の名前は漫画には登場しないが、アニメでは隆明（声 - 堀内賢雄）と呼ばれていた。自宅の庭には池もあり、魔美はテレポートに失敗した際、この池に落ちることがある。
細矢さん（ほそや）
声 - 中谷ゆみ
佐倉家の町内に住んでいるおばさん。悪い人間ではないが「町の放送屋」のあだ名されるほど噂話が好きで、やたらと言いふらしてしまう。
黒田 赤太郎（くろだ あかたろう）
声 - 佐藤正治
明月中学OB。少年院帰りの札付きの不良で、応援団の『会長』として学園の暗部に君臨していた。素手で木を真っ二つに折るほどの怪力の持ち主。暴力排除キャンペーンを張った新聞部を屈服させ、なお反対する高畑を制裁しようとして魔美の扮するワンダーガール（アニメではエスパーエンジェル）に懲らしめられる。しかし、実は容姿や頭の悪さを自覚しており、強さでしか自分を表せないことに劣等感も抱いていた。その後舞い戻ってくるが、自分が歯が立たなかった相撲部屋の親方（声 - 阪脩）に感服して、完全に改心して暴力も止め、相撲取りの道を歩むことになった。アニメでは凄む時と媚びる時とで声色を使い分けている。
黒雪 妙子（くろゆき たえこ）
声 - 鶴ひろみ
高畑の幼なじみ（アニメ版ではいとこ）で、高畑を「和夫ちゃん」と呼び、高畑からは「妙ちゃん」と呼ばれている。ふだんはバイクに乗っている。しし座。漫画ではディスコや酒が好きな不良少女で、高畑と仲のいい魔美が気に障り、魔美にはきつく当たる。アニメでは単なるきつい不良ではなく、ドッグ・トレーナーの資格を持ち、魔美が秘かにエスパーであることを疑ってもいた。

## 魔美の使う主な超能力
物語が進むにつれて魔美は様々な超能力に目覚め、その性能も強化されていった。
テレキネシス
物質を触らずに動かす力。
魔美は特にこの能力に秀でており、ブルドーザーを吹き飛ばすほどの力が出る（劇場版）。また、複数の人形を同時に動かして人形劇をやらせるなどの複雑な操作も可能。親指と人差し指、小指を立てた独特の仕草で発動する。能力の発揮にはこの手振りが必要であるため、束縛されてテレキネシスを封じられるという場面もあった。
また、クシャミを利用しテレキネシスのエネルギーを分裂させることで対象物を破壊する「サイコクラッシュ」（念分裂）、物質を浮かせる「レビテーション」（自分にテレキネシスをかけて飛行する他、複数の物体を同時に浮かせ、複雑な軌道を取らせることも可能）、さらにはテレキネシスの効果を持続させる「オート・エンドレス・テレキネシス」（残留思念）などの高度な技も使いこなす。
終盤になると魔美のテレキネシスのサイコパワーは、実際の戦術レベルに転化できるほど強力なものになっていく（アニメ版「あぶないテレキネシス」）。心優しい彼女は「制御を誤れば他人を殺し得るほどの大きさに成長した」ことに気づいて自らの力に恐れ、使用を躊躇することもあった。しかし高畑に「どんな危険な力も、使い手次第で人を幸せにできる道具になる」と説得され、必死に自制しながら制御する術を学んでいく。
テレポーテーション
物質を瞬間移動する力。魔美の場合は、自分に物体が衝突する危険を回避する形で発現した。後に衝突のエネルギーによるものだと高畑は指摘する。魔美が任意に発現させるために、高畑がテレポーテーション・ガンを製作し、魔美に贈った。これは仁丹（アニメではビーズ）が飛び出る仕掛けとなっており、外観的にはハートの形をしたブローチで、魔美のイニシャル「M」をあしらってあり、魔美は常に左の胸元に付けている。仁丹はウメ味。1回に移動できる距離は初め約600メートルだったが、徐々に距離が伸び、終盤では1回で約5キロメートルが可能なまでに成長した。また出口のない洞窟などの密室からの脱出も可能。権利関係上、アニメでは仁丹がビーズに変更されている。緊急時には高畑が魔美に手元の適当な物を投げつけてテレポートさせる。人体内の生体などを部分的にテレポートさせることも可能であり、輸血（「サマー・ドッグ」より）、毒物（「恐怖のサンドイッチ」より。アニメでは「胃の中のもの」と表現された）やガン細胞（「くたばれ評論家」より。アニメでは砲弾の破片）の転移などの役に立った。
ブラック・キューピッドに撃たれた際に破損するも、相手の心臓狙撃の正確さが幸いして、魔美自身は辛うじて命拾いした。後日、新たなテレポーテーション・ガンが贈られた。
てんとう虫コミックス全9巻の作中で魔美が消費した仁丹の数を調査したところ、336粒だった。
テレパシー
思考や記憶を他者と伝え合う能力。高畑はテレパシーを「思考波」という信号の遣り取りと定義している。思考波は電波に近いものらしく、距離や位置関係によって感受の精度が変化する。身体に直接触れて生体電流を感知することで、より確実に思考を受け取り、また魔美からも思考を送り込むことが可能となり、これを「接触テレパシー」と呼ぶ。金属などの導体を介した場合も接触テレパシーとほぼ同じ効果が得られ、これは「導体テレパシー」と呼ばれる。空間を介してのテレパシーはやや確実性に欠けるが、対象者と同じ歌や詩を唱和するなどして共感を形成することで、テレパシーが伝わりやすくなる。
人間が発した思考波をリアルタイムで感受する以外に、物体の中に残留した思考を読み取る場合もある。これは、現在「サイコメトリー」と呼ばれる能力に非常に近い。縄文時代の遺構に触れて当時の人々の姿を感受するという場面もあり、これが錯覚でないとすれば、2000年以上も思考が保存されていたことになる。
非常ベル
テレパシーの派生能力。助けを求める者の思考波がベルとなって聞こえる。受信範囲は約1キロメートル。彼女のテレパシー能力を理解している高畑が彼女に向かって救難信号を出す時は、はっきりと彼の思考が聞こえてくる。
第9話「どこかでだれかが」にて発現。以降、助けを求める人からの非常ベルを魔美が聞き取り、テレポートで現場に急行してテレキネシスで事件を解決、というのが物語の基本的な流れとなる。
イタリアでアニメが放映された際のタイトルは「マルティーナと不思議な鐘」だったが、鐘はこの非常ベルのことを意味している。
プレコグニション
未来に起こることを頭の中に浮かべることができる能力。魔美の場合は本人の意思と関係なく、ふいに予知夢などでイメージが自然に伝わってくることが多い。魔美はこの能力が苦手らしく、交通事故の予知を外したこともある（アニメ版「傘の中の明日」）。
念写
ビデオや写真に自身のイメージを焼き付ける。現像前の撮影済みフィルムやビデオテープに録画された映像を書き換えることも可能。
クレヤボヤンス
魔美が苦手とする能力の一つで、他の物体に遮られて見えない物や空間を見る能力。魔美のそれはそれほど強くはなく、物質を凝視して精神を集中すれば多少見える、といった程度。またアニメ版では、リモート・ビューイング（遠隔視）も一度披露していた。魔美は「エスパー」とはいうものの、実際には「ESP」は苦手で「PK」のほうが得意のようである。
空間把握
透視能力の派生型で、視覚で見えない遠くの空間の状態を把握するレーダーのような能力。魔美がテレポートしても物体に衝突したり、転移先の物体と融合したりしないのは、この能力によって移動先の空間をある程度把握し、衝突を回避しているからではないかと高畑は推測している。終盤、彼女のテレポーテーション能力の距離が5キロまで拡大したのも、この能力の成長により、より遠くの空間を把握できるようになったからと考えることもできる。5キロとは、凡そ地平線までの距離（正確には4.5キロほど）である。
なお、魔美は超能力が使えることを秘密にしており、それを知っているのは高畑のほか、写真部員の篠山やアニメ第61話に登場した元刑事（声 - 石森達幸）など少人数しかいないが、ドラマでは最終回で両親にも知られる。また漫画やアニメでも、使い過ぎなどの原因から何度か発覚の危機に見舞われたが、そのたびに運よく回避されている。

## 作品の舞台

### 漫画
「佐間丘陵」地帯にある町で、「久摩川」がしばしば登場し、世田谷区から走って40分というセリフが登場する。またセリフで「青梅街道といえば目と鼻の先」と実在の場所も出てきている。また、魔美の自宅が空き巣の被害に遭ったとき駆けつけたのは警視庁所属の警察官であることから東京都内である。後述のように練馬区が舞台の『ドラえもん』のキャラクターが近所の住人として登場したこともある。

### アニメ
漫画と同じく、「佐間丘陵」。モデルは明示されていないが、以下のような描写と設定がある。
- 第14話「大予言者銀河王」で、高畑が銀河王を装って魔美に宛てたハガキの魔美宅の住所が「郵便番号206 東京都多摩市桜ヶ岡2の27の5」と記載されている。
- 第36話「燃える疑惑」で「魔美が住む街」として画面に映された地図は多摩市のものであった。
- 監督の原恵一は聖蹟桜ヶ丘をイメージしていると発言している[11]。

### ドラマ
制作がNHK名古屋放送局のため、中学校は名古屋市立東星中学校を使用し、初回のリポートするシーンは平和公園であり、最終回の魔美が高畑と会うシーンは鶴舞公園であるように、名古屋市が舞台である。

### 明月中学
アニメでは私立と明記されているが、漫画やドラマでは表記がない。どの媒体でも作中に登場する生徒はほぼ学校の近辺で生活しているが、アニメ版には、隣県である山梨県からの通学も許可されていたり、バスで通学している生徒がいるといった描写がある。
少年院帰りの黒田赤太郎のようなOBも存在する。教師陣はそれぞれに生徒からあだ名をつけられている。
漫画では生徒の制服が他話と異なっているような描写も1話だけあった。

## 単行本
- 少年ビッグコミックス（小学館） 全9巻
  - 1-8巻は当初「マンガくんコミックス」として刊行後、掲載誌の誌名変更にあわせてレーベルを改名している。
  - 「マンガくんコミックス」表記の、6・7巻は発行部数が（重版を含めて）稀少であり、8巻は初期分のみしか「マンガくんコミックス」表記が存在せず誌名移行後は「少年ビッグコミックス」表記となるため、より稀少である。なお、9巻は初版の時点ですでに「少年ビッグコミックス」表記である。
  - また、表記移行に伴い、1〜5巻の重版による装丁（カバー）も6巻以降のオレンジ色を基調としたものに統一された。
- てんとう虫コミックス（小学館） 全9巻 : 昭和62年4月25日付分から刊行（1987年）
  - アニメ化に合わせて上記の少年ビッグコミックス版の表紙をアニメ版に変更した新装版。これに伴い「少年ビッグコミックス」版は絶版[注 15]。表紙タイトルも初めてローマ字で表記。
  - また、現名義前に約1年（1988年）しか使用しなかった「藤子不二雄Ⓕ」名義の単行本（カバーおよび中の名義も一貫している）が存在する。なお、厳密にはカバーが「藤子不二雄」（Ⓕ無し）で中の作者名が「藤子不二雄Ⓕ」となっていたり若干の差異が有るのも存在する[注 16]。
- 中公コミックス 藤子不二雄ランド（中央公論社） 全9巻
- 小学館コロコロ文庫（小学館） 全6巻
  - この刊行以降、差別記載（キャラの発言を含む）に当たる可能性がある部分については、以前の刊行より修正が加わっている箇所が見られる[注 17]。
- 藤子・F・不二雄大全集（小学館） 全5巻
- てんとう虫コミックス（小学館） 全9巻
  - 2017年2月から9月にかけて刊行された新装版で旧版絶版以来約20年ぶりの復刊。『藤子･F･不二雄大全集』で作成した最新のスキャンデータを使用。
  - また、単行本のサイズおよびコマ割りなどの変更は無いものの、旧版より約7%増で拡大されたコマのサイズで印刷されている。

藤子・F・不二雄の漫画は『大全集』の発売前の単行本では未収録話がある作品が多いが、本作は初単行本化の時点で全話が収録されている。
ただし、単行本化の際には多数の加筆修正が行われているため、単行本未収録のコマは多数存在する。

## アニメ

### TV

#### 基礎データ
- 放映局 - テレビ朝日系列
- 制作 - シンエイ動画
  - 本作品からタツノコプロの派生企業であるIGタツノコ（現・Production I.G）、タツノコの外注会社である京都アニメーションとシマスタジオ（現・オフィスフウ）が参入し、現在の『クレヨンしんちゃん』に至るまで同枠の制作を支えているほか、他のシンエイ動画作品の制作にも貢献している。原恵一監督の『クレヨンしんちゃん』以前の代表作となった。
- 放映期間：1987年（昭和62年）4月7日 - 1989年（平成元年）10月26日 全119話+SP1話（120話の表示の時あり）
  - 1回1話の構成。CMの入りと明けの部分でのアイキャッチやサブタイトルのコールはない。
  - 放送開始後、半年間は『藤子不二雄ワイド』内での放送。1987年10月20日より単独30分枠となる。
  - 1989年4月20日より放送枠が火曜18:50枠から木曜19:30枠に移動。それと同時にタイトルクレジットの背景も変更され、放送時間も1分長くなった。長らくテレビ朝日系列火曜19時台前半枠のアニメ最終作となっていたが、2009年10月に『スティッチ!〜いたずらエイリアンの大冒険〜』で復活した。
  - 単独30分枠としての放映期間は本番組と同じテレビ朝日のバラエティー番組『パオパオチャンネル』の放映期間とほぼ重なる。
  - 広島ホームテレビでは木曜19:30枠に移動後、時折プロ野球広島東洋カープ主催試合の中継を編成した際に後日（主に金曜または翌週月曜17時台の再放送枠）に代替放送をすることがあった。また、朝日放送では、年数回本番組を休止して編成された西武ライオンズ・日本ハムファイターズ・ヤクルトスワローズ主催試合の全国中継（ヤクルト主催は対読売ジャイアンツ戦を除く）を近鉄バファローズ主催試合[注 18]に差し替えた際、全国中継カードが中止になって近鉄戦が予定通り放送された場合に、本番組の後日代替放送を行う可能性があったが、実際にはこうした事例は発生しなかった。
  - サイバーエージェントとテレビ朝日が運営しているインターネットテレビ局「AbemaTV」の家族アニメチャンネルにて2016年4月11日の本放送開始と同時に再放送を開始したが、オープニングとエンディングは割愛され、本編のみを放送している。SPを除いた通常回全119話が放送され最終回が終わるとまた第1話からリピート放送されていた。開局2年目の一部放送作品入れ替えに伴い、3週目の23話である2017年4月10日放送分をもって1年間の放送に幕を閉じた。

#### ストーリー上の特徴
30分1話完結をベースとするが、「学園暗黒地帯」のみ、原作漫画同様にアニメ版でも2話（前篇・後篇）で一つのエピソードを構成する形が取られた。このほか、第16話「魔女・魔美?」のラストは次話「地底からの声」の導入部へストーリーを繋げる形としている。
「藤子不二雄ワイド」枠時代は第27話の「星空のランデブー」を除き原作漫画にあるエピソードのみであったが、単独枠移行後から多くアニメオリジナルエピソードが使用されるようになる。原作漫画にあるエピソードでも、結末を丸く収めるような形に改変したり（第16話「魔女・魔美?」や第91話「リアリズム殺人事件!?」）、各話の季節感を放送時期に合わせたケース（例として第83話「生きがい」は原作漫画では夏の話を冬とした）がある。
原作漫画の中で、「黒い手」と「ずっこけお正月」、「サブローは鉄砲玉」はアニメ化されていない。原作漫画からのストーリーは後述の映画を含めて1989年の放送枠移動までに消化している。最後の原作漫画アニメ化は「くたばれ評論家」（第94話）だった。漫画の最終回にあたる「パパの絵、最高!」はそれより早い第82話でアニメ化されている。
1989年春の放送枠移動以降はすべてアニメオリジナルストーリーで、最終回は魔美の父・十朗がフランスに絵画留学する話となった。

#### ゲストキャラクター
主要人物は#登場人物を参照。
第2話「超能力をみがけ」
- ボス - 田中康郎

第3話「エスパーへの扉」
- 紳士 - 北村弘一

第6話「名画と鬼ババ」
- 立野 - 矢田稔
- 狭間可代 - 北川智絵（現・北川智繪）
- タバコ屋のおばさん、狭間可代（少女時代） - 吉田理保子

第7話「未確認飛行少女」
- ナレーター - 銀河万丈
- ディレクター - 山寺宏一

第8話「一千万円・三時間」
- 大阪の男 - 大山豊

第9話「わが友コンポコ」
- たつ夫の母 - 山口奈々
- たつ夫 - 桜井敏治

第10話「四つ葉のクローバー」
- 和子 - 島本須美
- 一郎 - 鈴木清信

第11話「ただ今誘拐中」
- カオリ - 渡辺菜生子

第12話「エスパーコック」
- 支配人 - 塩屋浩三
- 母親 - 梨羽由記子（現・梨羽侑里）

第13話「天才少女魔美」
- 木美子先生 - 水鳥鉄夫（現・水鳥鐵夫）

第14話「大予言者銀河王」
- 銀河王 - 秋元羊介

第15話「高畑くんの災難」
- 天鳥 - 広森信吾（現・森しん）

第16話「魔女・魔美?」
- 日上 - 神代智恵（現・神代知衣）

第17話「地底からの声」
- 竹長の母 - 松尾佳子

第18話「サマードッグ」
- 伸一 - 伊倉一恵
- 伸一のママ - 高島雅羅

第19話「弾丸よりもはやく」
- ナムダビア大統領 - 上田敏也

第20話「覗かれた魔女」
- 細矢隆 - 飛田展男

第21話「電話魔は誰?」
- 陰木隆明 - 堀内賢雄

第22話「ウソ×ウソ＝パニック」
- スネ夫 - 肝付兼太

第23話「彗星おばさん」
- 高見小夜子 - 片岡富枝
- スカイリー - 鈴木泰明

第24話「虫の知らせ」
- 夢野 - 中原茂
- 田外 - はせさん治

第25話「スランプ」
- 任紀 - 石丸博也 （ただし劇中の歌『海はぼくらと（のび太の海底鬼岩城）』『心をゆらして（のび太の宇宙開拓史）』『だからみんなで（のび太の大魔境）』は岩渕まこと）

第26話「占いとミステリー」
- 宣子 - 遠藤晴
- 太郎 - 橋本晃一
- ふみ - 高田由美

第27話「星空のランデブー」
- ミドリ - 水谷優子
- 好男 - 鈴木富子

第28話「名犬コンポコポン」
- 空巣 - 千葉繁
- 刑事 - 大塚芳忠
- 主婦 - 水原リン

第30話「初恋特急便」
- 瞳 - 山本百合子
- 花嫁 - 伊藤美紀
- ボーイ - 堀川亮（現・堀川りょう）

第31話「グランロボが飛んだ」
- 信吾 - 山田恭子

第32話「マミウォッチング」
- 木村 - 岩田光央

第33話「ラストレース」
- 花緒里 - 佐久間レイ
- 駿 - 水島裕

第34話「地下道おじさん」
- 社長 - 神山卓三

第35話「ちっちゃな目撃者」
- 健太 - 坂本千夏

第37話「魔美を贈ります」
- 無木力 - 古谷徹

第38話「最終バスジャック」
- 宮島 - 村松康雄
- 文雄 - 難波圭一

第39話「雪の中の少女」
- 木地尾 - 田原アルノ

第40話「エスパー危機一髪」
- 犯人 - 広瀬正志

第41話「スズメのお宿」
- 靖子 - 横尾まり
- 小早川 - 島田彰
- 雄一郎 - 速水奨

第42話「愛を叫んだピエロ」
- 伸 - 田中真弓
- マサル - 水原リン
- 少年 - 荒川美奈子

第43話「嘘つきフィルム」
- 木下 - 西村智博（現・西村朋紘）

第44話「ハートブレイクバレンタイン」
- 高根 - 速水奨

第45話「最後の漁」
- 達吉 - 辻村真人
- 妻 - 巴菁子

第46話「雪の降る街を」
- パパの友人 - 嶋俊介

第47話「迷えるチャンピオン」
- 深雪 - 神田和佳
- 深雪の父 - 岡部政明
- 深雪の母 - 東美江
- テニス部員 - TARAKO

第48話「ここ掘れフャンフャン」
- 紳士 - 村松康雄

第49話「エスパー誘拐さる」
- 石子金太郎 - 阪脩

第51話「問題はカニ缶」
- ヒロ子 - 鷹森淑乃

第52話「さよならの肖像」
- 今井 - 中原茂
- 今井の母 - 松尾佳子

第53話「恐怖のハイキング」
- 石部 - 塩屋浩三
- 社長 - 八奈見乗児

第54話「タンポポのコーヒー」
- 田端 - 岸野一彦
- 明彦 - 松尾佳子
- カピ - 山寺宏一

第55話「想い出さがし」
- 直樹 - 広中雅志
- 源さん - 石井敏郎
- 主婦 - 横尾まり
- ユカリ - 千原江理子

第56話「緑の森のコンサート」
- 上杉 - 井上和彦
- 美術の先生 - 茶風林

第57・58話「学園暗黒地帯 前篇」「学園暗黒地帯 後篇」
- 新聞部の部長 - 金丸淳一
- 団長 - 目黒裕一（現・目黒光祐）

第59話「夢行き夜汽車」
- 健太郎 - 岸野一郎
- 若き日の健太郎 - 難波圭一
- ニーナ - 荘真由美
- 健太郎の父 - 銀河万丈
- 健太郎の母 - 達依久子

第60話「猫とおばさん」
- 寿美子 - 佐久間なつみ
- 進藤 - 宮内幸平

第61話「消えたエスパー日記」
- 芦田 - 石森達幸
- 中村 - 菊池正美

第62話「オロチが夜くる」
- オランウーマン - 鈴木みえ（現・一龍斎貞友）

第63話「幻の42.195キロ」
- 多一郎 - 加藤精三
- 浩司 - 麻上洋子（現・一龍斎春水）

第65話「ドキドキ土器」
- 先生 - 二見忠男
- 少年 - 滝沢ロコ
- 日本史の先生 - 島香裕

第66話「恋人コレクター」
- 早手 - 堀内賢雄

第67話「不快指数120%」
- 坂本 - 笹岡繁蔵

第68話「コンポコ夏物語」
- 少年 - 堀川亮（現・堀川りょう）
- 男 - 松尾銀三

第69話「魔美のサマークッキング」
- 竹田 英二 - 佐々木秀樹

第70話「舞い戻った赤太郎」
- 年波親方 - 阪脩
- アナウンサー - 田原アルノ

第71話「サスペンスゲーム」
- 金井 - 松本保典

第72話「感動しない名画」
- 一彦 - 松岡文雄

第73話「コスモスの仲間たち」
- 美枝子 - 原えりこ

第74話「いたずらの報酬」
- 明子 - 佐久間レイ
- 明良 - 巻島直樹

第75話「アイドル志願」
- 社長 - 郷里大輔

第76話「過去からの手紙」
- 宏一 - 難波圭一

第77話「センチメンタルテレパシー」
- 奈津子 - 玉川紗己子（現・玉川砂記子）
- 優ちゃん - 広中雅志

第78話「ノンちゃん失踪事件」
- 若者 - 金丸淳一
- 男子生徒 - 梁田清之

第79話「エスパー探偵団」
- 金子志麻 - 上村典子

第80話「エスパーママ」
- 新一 - 作間功
- 杏子 - あきやまるな
- オランウーマン - 鈴木みえ（現・一龍斎貞友）

第81話「想い出を運ぶ鳩」
- 友一 - 飯塚昭三
- 友広 - 関俊彦
- スチュワード - 堀秀行

第82話「パパの絵、最高!」
- 水上 - 大木民夫
- イカ金 - 石井敏郎
- 水上夫人 - 山口奈々

第83話「生きがい」
- 横沢 - 神山卓三

第84話「エスパークリスマス」
- ヒロ - 青木和代
- チコ - 伊藤美紀

TVスペシャル 「マイエンジェル魔美ちゃん」
- サントス - 塩沢兼人
- 松久庵主人 - 仲木隆司

第85話「いじわるお婆ちゃん」
- ヒナ子 - 遠藤晴
- 青年 - 広中雅志
- ヘルパー - 佐久間レイ

第86話「涙のハードパンチャー」
- 松本勇 - 目黒裕一
- 千秋 - 冬馬由美
- 黒岩 - 渡部猛
- 柿沼 - 田口昂
- アナウンサー - 池水通洋

第87話「記者になった魔美」
- 萩原 - 銀河万丈
- 森田 - 橋本晃一
- 弘子 - 佐久間レイ

第88話「ターニングポイント」
- 速水 - 松本保典

第89話「凶銃ムラマサ」
- ゴインキョ - 龍田直樹
- 犯人 - 目黒裕一（現・目黒光祐）

第90話「わたし応援します」
- 可南子 - 原えりこ

第91話「リアリズム殺人事件」
- 女 - 水谷優子
- 竜王寺 - 柴田秀勝
- 良秀 - 大竹宏

第92話「パパのヒナ人形」
- かおり - 堀江美都子
- かおりの母 - 松尾佳子
- 子供 - 冬馬由美

第93話「佐倉家のクルマ騒動」
- 河村 - 依田英助

第94話「くたばれ評論家」
- 剣鋭介 - 小林修
- 剣の妻 - 花形恵子

第95話「タダより高いものはない」
- 片桐 - 広森信吾
- 空手部員B - 梅津秀行

第96話「俺たちTONBI」
- 杉野 - 村国守平
- 宮田 - 高木早苗

第97話「自転車ラプソディー」
- 浩一 - 中野聖子
- 老人 - 野本礼三
- 少年 - 冬馬由美

第98話「消えちゃった超能力」
- アナウンサー - 田原アルノ
- 佐々木 - 巻島直樹

第99話「狼になりたい」
- 下田 - 中尾隆聖
- 警部 - 岸野一彦

第100話「微笑のロングシュート」
- 純平 - 松本保典
- 美樹 - 川村万梨阿
- 純平の母 - さとうあい

第101話「魔美に片思い」
- あつし - 菅原淳一
- 先生 - 中多和宏

第102話「竜を釣る少年」
- 頑太 - 戸田恵子
- 頑太の祖父 - 矢田稔

第103話「日曜日のトリック」
- 守 - 関俊彦

第104話「あぶないテレキネシス」
- 青年 - 松本保典

第105話「六月の恐竜」
- 達彦 - 目黒裕一（現・目黒光祐）
- 勇 - 西村智博
- 行雄 - 堀川亮（現・堀川りょう）

第106話「魔美はペテン師?」
- 不動産屋 - 掛川裕彦

第107話「プラスチックの貝殻」
- おばさん - 近藤多佳子

第108話「23時55分の反抗」
- 友子 - 安田あきえ

第109話「こだわりの壁画」
- 中島 - 目黒裕一（現・目黒光祐）
- 池田 - 堀内賢雄

第110話「恐怖のパーティー」
- ジョージ - 中原茂

第111話「樹のざわめき」
- 陽子 - 西原久美子

第112話「夏のクリスマスツリー」
- 明彦 - 松尾佳子
- 幸司 - 深実りか（現・深見梨加）
- 幸司の父 - 作間功
- 幸司の母 - 玉川紗己子（現・玉川砂記子）

第113話「奪われたデビュー」
- 由紀 - 伊藤美紀
- 亜紀 - 鷹森淑乃
- プロデューサー - 秋元羊介

第114話「オトメゴコロと腹の虫」
- 早苗 - 林原めぐみ

第115話「老人と化石」
- 優介 - 中村大樹
- 千里 - 冬馬由美

第116話「最終戦」
- 沢田 - 鈴置洋孝

第119話「動き出した時間」
- 保母 - 松岡洋子

#### スタッフ
- 原作 - 藤子不二雄→藤子不二雄Ⓕ→藤子・F・不二雄
- チーフディレクター - 原恵一
- 作画監督（総作画監督） - 富永貞義、堤規至（第8話-）
- 作画監督補 - 堤規至（第1話-第7話）
- 美術監督 - 川井憲
- 撮影監督 - 斉藤秋男
- 録音監督 - 浦上靖夫
- 音楽 - 田中公平
- クラシック音源 - コロムビアレコード
- プロデューサー - 木村純一・小泉美明（テレビ朝日）、別紙壮一・茂木仁史（シンエイ動画）
- シリーズ構成 - 桶谷顕
- 動画チェック - 間々田益男、入江康智
- 色指定 - 野中幸子、吉岡由己、代田千秋
- 特殊効果 - 土井通明、村上正博
- 背景 - アトリエローク
- 撮影 - 旭プロダクション
- 効果 - 松田昭彦（フィズサウンドクリエイション）
- 整音 - 大城久典
- 録音制作 - オーディオ・プランニング・ユー
- スタジオ - APUスタジオ
- 編集 - 岡安肇、小島俊彦、村井秀明、中葉由美子、川崎晃洋
- タイトル - 道川昭
- 現像 - 東京現像所
- 制作担当 - 茂木仁史（後にプロデューサーに昇格）
- 制作デスク - 山川順一
- 制作進行 - 齋藤敦、水島努、大澤正享、星野達也、内田哲夫、西田晃久、細野芳光、坂部久明
- 制作 - テレビ朝日、旭通信社、シンエイ動画

#### 主題歌
オープニングテーマ
「テレポーテーション–恋の未確認–」（1 - 107話・SP話）
作詞 - 松本一起 / 作曲・編曲 - 奥慶一 / 歌 - 橋本潮
1話・2話のタイトルロゴ表記で使用されたエフェクトはサイドビューで左から右（色は黄・黄緑）に流れるものだったが、3話以降は3DCGによるドライバーズビュー（色は赤）に変更されている。また、27話まではエンディングがなかったため、オープニングで同話に登場したキャラクターの名前がクレジットされていた。
テレビ最終話（119話）のラストでもBGMに使われた。
「S・O・S」（108 - 119話）
作詞 - 松本一起 / 作曲 - 清岡千穂 / 編曲 - 田中公平 / 歌 - 橋本潮、SHINES

エンディングテーマ
「不思議 Angel」（28 - 107話・SP話）
作詞 - 松本一起 / 作曲・編曲 - 奥慶一 / 歌 - 橋本潮
単独30分枠への移行を機にエンディングを設定し、本曲を採用。藤子不二雄ワイド内での放送時にも、第7話や第10話でBGMとして使われていた。
「I Like YouからI Love You」（108 - 119話）
作詞 - 松本一起 / 作曲 - 池毅 / 編曲 - 田中公平 / 歌 - 橋本潮
ラストに出る製作の旭通信社のテロップのロゴ文字が、同局系放送のシンエイ動画製作のアニメであるドラえもんやビリ犬なんでも商会はASATSUに変更されたが、本番組では放送終了まで旧ロゴ文字の漢字表記のままであった。　
レコード - コロムビアレコード

#### 各話リスト
（参考：）
「原作タイトル」の欄に「オリジナル」と書かれているものは、アニメオリジナルストーリーである。

##### 藤子不二雄ワイド
| 話数   | 放送日        | サブタイトル           | 脚本       | 絵コンテ       | 演出           | 作画監督                  | 原作タイトル           |
| ------ | ------------- | ---------------------- | ---------- | -------------- | -------------- | ------------------------- | ---------------------- |
| 第1話  | 1987年 4月7日 | エスパーは誰!          | 富田祐弘   | 原恵一         | パクキョンスン | 富永貞義                  | エスパーはだれ?        |
| 第2話  | 4月14日       | 超能力をみがけ         | もとひら了 | 須永司         | 須永司         | 富永貞義                  | 超能力をみがけ         |
| 第3話  | 4月21日       | エスパーへの扉         | 富田祐弘   | パクキョンスン | パクキョンスン | 富永貞義                  | 勉強もあるのダ         |
| 第4話  | 4月28日       | 友情はクシャミで消えた | もとひら了 | 高柳哲司       | 塚田庄英       | 富永貞義                  | 友情はクシャミで消えた |
| 第5話  | 5月5日        | どこかでだれかが       | 富田祐弘   | 原恵一         | パクキョンスン | 富永貞義 堤規至           | どこかでだれかが       |
| 第6話  | 5月12日       | 名画と鬼ババ           | もとひら了 | 高柳哲司       | 塚田庄英       | 富永貞義                  | 名画(?)と鬼ババ        |
| 第7話  | 5月19日       | 未確認飛行少女         | 富田祐弘   | 須永司         | パクキョンスン | 富永貞義 堤規至           | 未確認飛行物体!?       |
| 第8話  | 5月26日       | 一千万円・三時間       | もとひら了 | 井上修         | 塚田庄英       | 富永貞義 堤規至           | 1千万円・3時間         |
| 第9話  | 6月2日        | わが友コンポコ         | 富田祐弘   | 望月智充       | パクキョンスン | 富永貞義 堤規至           | わが友・コンポコ       |
| 第10話 | 6月9日        | 四つ葉のクローバー     | もとひら了 | 原恵一         | 塚田庄英       | 富永貞義 堤規至           | 春の嵐                 |
| 第11話 | 6月16日       | ただ今誘拐中           | 富田祐弘   | パクキョンスン | パクキョンスン | 富永貞義 堤規至           | ただいま誘かい中       |
| 第12話 | 6月23日       | エスパーコック         | もとひら了 | 塚田庄英       | 塚田庄英       | 富永貞義 堤規至           | エスパーコック         |
| 第13話 | 6月30日       | 天才少女魔美           | 富田祐弘   | 高柳哲司       | 高柳哲司       | 富永貞義 なかじまちゅうじ | 天才少女・魔美         |
| 第14話 | 7月7日        | 大予言者銀河王         | もとひら了 | 須永司         | 塚田庄英       | 富永貞義 堤規至           | 大予言者あらわる       |
| 第15話 | 7月14日       | 高畑くんの災難         | 富田祐弘   | 石井文子       | パクキョンスン | 富永貞義 堤規至           | 高畑くんの災難         |
| 第16話 | 7月21日       | 魔女・魔美?            | もとひら了 | 塚田庄英       | 塚田庄英       | 富永貞義 堤規至           | 魔女・魔美?            |
| 第17話 | 8月4日        | 地底からの声           | 富田祐弘   | 高柳哲司       | 高柳哲司       | 富永貞義 堤規至           | 地底からの声           |
| 第18話 | 8月11日       | サマードッグ           | もとひら了 | 原恵一         | パクキョンスン | 富永貞義 堤規至           | サマー・ドッグ         |
| 第19話 | 8月18日       | 弾丸よりもはやく       | 富田祐弘   | 高柳哲司       | 高柳哲司       | 富永貞義 なかじまちゅうじ | 弾丸よりもはやく       |
| 第20話 | 8月25日       | 覗かれた魔女           | もとひら了 | 井上修         | 高柳哲司       | 富永貞義 堤規至           | のぞかれた魔女         |
| 第21話 | 9月1日        | 電話魔は誰?            | 富田祐弘   | 石井文子       | 石井文子       | 富永貞義 堤規至           | 電話魔は誰?            |
| 第22話 | 9月8日        | ウソ×ウソ＝パニック    | もとひら了 | 原恵一         | 塚田庄英       | 富永貞義 堤規至           | うそ×うそ＝?           |
| 第23話 | 9月15日       | 彗星おばさん           | もとひら了 | 原恵一         | パクキョンスン | 富永貞義 堤規至           | 彗星おばさん           |
| 第24話 | 9月22日       | 虫の知らせ             | 富田祐弘   | 高柳哲司       | 高柳哲司       | 富永貞義 堤規至           | 虫のしらせ             |
| 第25話 | 9月29日       | スランプ               | 富田祐弘   | 塚田庄英       | 塚田庄英       | 富永貞義 なかじまちゅうじ | スランプ               |
| 第26話 | 10月6日       | 占いとミステリー       | 不明       | 井上修         | パクキョンスン | 富永貞義 堤規至           | 占いとミステリー       |
| 第27話 | 10月13日      | 星空のランデブー       | 富田祐弘   | 原恵一         | 塚田庄英       | 富永貞義 堤規至           | オリジナル             |

##### 独立番組化
| 話数    | 放送日          | サブタイトル               | 脚本       | 絵コンテ       | 演出           | 作画監督         | 原作タイトル          |
| ------- | --------------- | -------------------------- | ---------- | -------------- | -------------- | ---------------- | --------------------- |
| 第28話  | 1987年 10月20日 | 名犬コンポコポン           | もとひら了 | 本郷みつる     | 本郷みつる     | 堤規至           | 名犬コンポコポン      |
| 第29話  | 10月27日        | 魔美が主演女優?            | 富田祐弘   | パクキョンスン | パクキョンスン | 富永貞義         | 魔美が主演女優!?      |
| 第30話  | 11月3日         | 初恋特急便                 | もとひら了 | 高柳哲司       | 高柳哲司       | 堤規至           | オリジナル            |
| 第31話  | 11月10日        | グランロボが飛んだ         | 富田祐弘   | 塚田庄英       | 塚田庄英       | 高倉佳彦         | グランロボが飛んだ    |
| 第32話  | 11月17日        | マミウォッチング           | もとひら了 | 原恵一         | 高柳哲司       | なかじまちゅうじ | マミ・ウォッチング    |
| 第33話  | 11月24日        | ラストレース               | もとひら了 | 井上修         | パクキョンスン | 富永貞義         | オリジナル            |
| 第34話  | 12月1日         | 地下道おじさん             | 富田祐弘   | 本郷みつる     | 本郷みつる     | 堤規至           | 地下道おじさん        |
| 第35話  | 12月8日         | ちっちゃな目撃者           | 富田祐弘   | 高柳哲司       | 高柳哲司       | 堤規至           | オリジナル            |
| 第36話  | 12月15日        | 燃える疑惑                 | もとひら了 | 塚田庄英       | 塚田庄英       | 高倉佳彦         | ヤミに光る目          |
| 第37話  | 12月22日        | 魔美を贈ります             | 富田祐弘   | パクキョンスン | パクキョンスン | なかじまちゅうじ | マミを贈ります        |
| 第38話  | 12月29日        | 最終バスジャック           | 桶谷顕     | 原恵一         | 高柳哲司       | 富永貞義         | オリジナル            |
| 第39話  | 1988年 1月5日   | 雪の中の少女               | もとひら了 | 本郷みつる     | 本郷みつる     | 堤規至           | 雪の中の少女          |
| 第40話  | 1月12日         | エスパー危機一髪           | 富田祐弘   | 高柳哲司       | 高柳哲司       | 高倉佳彦         | エスパー危機一髪      |
| 第41話  | 1月19日         | スズメのお宿               | 水出弘一   | 貞光紳也       | 貞光紳也       | 後藤隆幸         | スズメのお宿          |
| 第42話  | 1月26日         | 愛を叫んだピエロ           | もとひら了 | 塚田庄英       | 塚田庄英       | 堤規至           | オリジナル            |
| 第43話  | 2月2日          | 嘘つきフイルム             | 富田祐弘   | パクキョンスン | パクキョンスン | 高倉佳彦         | オリジナル            |
| 第44話  | 2月9日          | ハートブレイクバレンタイン | 桶谷顕     | 高柳哲司       | 高柳哲司       | なかじまちゅうじ | オリジナル            |
| 第45話  | 2月16日         | 最後の漁                   | 桶谷顕     | 塚田庄英       | 塚田庄英       | 富永貞義         | オリジナル            |
| 第46話  | 2月23日         | 雪の降る街を               | もとひら了 | 貞光紳也       | 貞光紳也       | 水村良男         | 雪の降る街を          |
| 第47話  | 3月1日          | 迷えるチャンピオン         | 水出弘一   | 本郷みつる     | 本郷みつる     | 林桂子           | オリジナル            |
| 第48話  | 3月8日          | ここ掘れフャンフャン       | 水出弘一   | 青山弘         | パクキョンスン | 富永貞義         | ここ掘れフヤンフヤン  |
| 第49話  | 3月15日         | エスパー誘拐さる           | 富田祐弘   | 高柳哲司       | 高柳哲司       | 高倉佳彦         | エスパーもさらわれる? |
| 第50話  | 3月22日         | 雪原のコンポコギツネ       | 富田祐弘   | 貞光紳也       | 貞光紳也       | 水村良男         | オリジナル            |
| 第51話  | 3月29日         | 問題はカニ缶               | 富田祐弘   | 塚田庄英       | 塚田庄英       | なかじまちゅうじ | 問題はカニ罐!?        |
| 第52話  | 4月12日         | さよならの肖像             | 桶谷顕     | 本郷みつる     | 本郷みつる     | 林桂子           | オリジナル            |
| 第53話  | 4月19日         | 恐怖のハイキング           | もとひら了 | 望月智充       | 望月智充       | 堤規至           | 恐怖のサンドイッチ    |
| 第54話  | 5月3日          | たんぽぽのコーヒー         | 桶谷顕     | 原恵一         | 原恵一         | 高倉佳彦         | オリジナル            |
| 第55話  | 5月10日         | 想い出さがし               | 水出弘一   | パクキョンスン | パクキョンスン | 堤規至           | オリジナル            |
| 第56話  | 5月17日         | 緑の森のコンサート         | 富田祐弘   | 貞光紳也       | 貞光紳也       | 水村良男         | オリジナル            |
| 第57話  | 5月24日         | 学園暗黒地帯 前篇          | 桶谷顕     | 高柳哲司       | 高柳哲司       | なかじまちゅうじ | 学園暗黒地帯（前編）  |
| 第58話  | 5月31日         | 学園暗黒地帯 後篇          | 桶谷顕     | 塚田庄英       | 塚田庄英       | 堤規至           | 学園暗黒地帯（後編）  |
| 第59話  | 6月7日          | 夢行き夜汽車               | 富田祐弘   | 本郷みつる     | 本郷みつる     | 林桂子           | オリジナル            |
| 第60話  | 6月14日         | 猫とおばさん               | もとひら了 | 貞光紳也       | 貞光紳也       | 水村良男         | オリジナル            |
| 第61話  | 6月21日         | 消えたエスパー日記         | もとひら了 | 高柳哲司       | 高柳哲司       | 高倉佳彦         | オリジナル            |
| 第62話  | 7月5日          | オロチが夜くる             | 富田祐弘   | 塚田庄英       | 塚田庄英       | 富永貞義         | オロチが夜くる        |
| 第63話  | 7月19日         | 幻の42.195キロ             | 水出弘一   | 原恵一         | 高柳哲司       | 堤規至           | オリジナル            |
| 第64話  | 7月26日         | 傘の中の明日               | 桶谷顕     | パクキョンスン | パクキョンスン | なかじまちゅうじ | オリジナル            |
| 第65話  | 8月2日          | ドキドキ土器               | もとひら了 | 原恵一         | 塚田庄英       | 堤規至           | ドキドキ土器          |
| 第66話  | 8月9日          | 恋人コレクター             | 水出弘一   | 本郷みつる     | 本郷みつる     | 林桂子           | 恋人コレクター        |
| 第67話  | 8月16日         | 不快指数120%               | 富田祐弘   | 貞光紳也       | 貞光紳也       | 橋本とよ子       | カッときてグサ!!      |
| 第68話  | 8月23日         | コンポコ夏物語             | 桶谷顕     | 高柳哲司       | 高柳哲司       | 高倉佳彦         | オリジナル            |
| 第69話  | 8月30日         | 魔美のサマークッキング     | もとひら了 | 塚田庄英       | 塚田庄英       | 富永貞義         | オリジナル            |
| 第70話  | 9月6日          | 舞い戻った赤太郎           | 桶谷顕     | 高柳哲司       | 高柳哲司       | 堤規至           | まいもどった赤太郎    |
| 第71話  | 9月13日         | サスペンスゲーム           | 桶谷顕     | 本郷みつる     | 本郷みつる     | 林桂子           | オリジナル            |
| 第72話  | 9月20日         | 感動しない名画             | もとひら了 | 貞光紳也       | 貞光紳也       | 橋本とよ子       | 感動しない名画?       |
| 第73話  | 10月4日         | コスモスの仲間たち         | 水出弘一   | 原恵一         | 高柳哲司       | なかじまちゅうじ | オリジナル            |
| 第74話  | 10月11日        | いたずらの報酬             | 富田祐弘   | 塚田庄英       | 塚田庄英       | 高倉佳彦         | いたずらの報酬        |
| 第75話  | 10月18日        | アイドル志願               | 水出弘一   | 高柳哲司       | 高柳哲司       | 富永貞義         | スター志願            |
| 第76話  | 10月25日        | 過去からの手紙             | もとひら了 | 原恵一         | 塚田庄英       | 堤規至           | オリジナル            |
| 第77話  | 11月1日         | センチメンタルテレパシー   | 桶谷顕     | 本郷みつる     | 本郷みつる     | 林桂子           | オリジナル            |
| 第78話  | 11月8日         | ノンちゃん失踪事件         | 桶谷顕     | 貞光紳也       | 貞光紳也       | 橋本とよ子       | オリジナル            |
| 第79話  | 11月15日        | エスパー探偵団             | もとひら了 | 高柳哲司       | 高柳哲司       | なかじまちゅうじ | オリジナル            |
| 第80話  | 11月22日        | エスパーママ               | 水出弘一   | 塚田庄英       | 塚田庄英       | 高倉佳彦         | オリジナル            |
| 第81話  | 11月29日        | 想い出を運ぶ鳩             | もとひら了 | 原恵一         | 高柳哲司       | 堤規至           | 思い出を運ぶハト      |
| 第82話  | 12月6日         | パパの絵、最高!            | 桶谷顕     | 貞光紳也       | 貞光紳也       | 橋本とよ子       | パパの絵、最高!!      |
| 第83話  | 12月13日        | 生きがい                   | 水出弘一   | 高柳哲司       | 高柳哲司       | 富永貞義         | 生きがい              |
| 第84話  | 12月20日        | エスパークリスマス         | 水出弘一   | 本郷みつる     | 本郷みつる     | 林桂子           | エスパークリスマス    |
| SP      | 12月27日        | マイエンジェル魔美ちゃん   | 桶谷顕     | 塚田庄英       | 塚田庄英       | 高倉佳彦         | オリジナル            |
| 第85話  | 1989年 1月10日  | いじわるお婆ちゃん         | 富田祐弘   | 本郷みつる     | 本郷みつる     | 林桂子           | オリジナル            |
| 第86話  | 1月17日         | 涙のハードパンチャー       | 水出弘一   | 貞光紳也       | 貞光紳也       | 橋本とよ子       | オリジナル            |
| 第87話  | 1月24日         | 記者になった魔美           | 富田祐弘   | 原恵一         | 塚田庄英       | 堤規至           | オリジナル            |
| 第88話  | 1月31日         | ターニングポイント         | 桶谷顕     | 高柳哲司       | 高柳哲司       | 堤規至           | オリジナル            |
| 第89話  | 2月7日          | 凶銃ムラマサ               | 桶谷顕     | 貞光紳也       | 貞光紳也       | 橋本とよ子       | 凶銃ムラマサ          |
| 第90話  | 2月14日         | わたし応援します           | 桶谷顕     | 原恵一         | 原恵一         | 堤規至           | オリジナル            |
| 第91話  | 2月21日         | リアリズム殺人事件!?       | もとひら了 | 塚田庄英       | 塚田庄英       | 堤規至           | リアリズム殺人事件    |
| 第92話  | 2月28日         | パパのヒナ人形             | 富田祐弘   | 本郷みつる     | 本郷みつる     | 林桂子           | オリジナル            |
| 第93話  | 3月7日          | 佐倉家のクルマ騒動         | 水出弘一   | 原恵一         | 高柳哲司       | 堤規至           | オリジナル            |
| 第94話  | 3月14日         | くたばれ評論家             | 富田祐弘   | 貞光紳也       | 貞光紳也       | 橋本とよ子       | くたばれ評論家        |
| 第95話  | 3月21日         | タダより高いものはない     | 桶谷顕     | 塚田庄英       | 塚田庄英       | 堤規至           | オリジナル            |
| 第96話  | 4月20日         | 俺たちTONBI                | 原恵一     | 原恵一         | 原恵一         | 堤規至           | オリジナル            |
| 第97話  | 4月27日         | 自転車ラプソディー         | もとひら了 | 塚田庄英       | 塚田庄英       | 高倉佳彦         | オリジナル            |
| 第98話  | 5月4日          | 消えちゃった超能力         | 富田祐弘   | 本郷みつる     | 本郷みつる     | 林桂子           | オリジナル            |
| 第99話  | 5月11日         | 狼になりたい               | 桶谷顕     | 貞光紳也       | 貞光紳也       | 川崎逸朗         | オリジナル            |
| 第100話 | 5月25日         | 微笑のロングシュート       | 水出弘一   | 塚田庄英       | 塚田庄英       | 堤規至           | オリジナル            |
| 第101話 | 6月1日          | 魔美に片思い               | 桶谷顕     | 原恵一         | 原恵一         | 堤規至           | オリジナル            |
| 第102話 | 6月8日          | 竜を釣る少年               | 富田祐弘   | 塚田庄英       | 塚田庄英       | 高倉佳彦         | オリジナル            |
| 第103話 | 6月15日         | 日曜日のトリック           | もとひら了 | 本郷みつる     | 本郷みつる     | 林桂子           | オリジナル            |
| 第104話 | 6月22日         | あぶないテレキネシス       | 桶谷顕     | 貞光紳也       | 貞光紳也       | 川崎逸朗         | オリジナル            |
| 第105話 | 6月29日         | 六月の恐竜                 | もとひら了 | 原恵一         | 塚田庄英       | 堤規至           | オリジナル            |
| 第106話 | 7月6日          | 魔美はペテン師?            | 富田祐弘   | 高柳哲司       | 高柳哲司       | 富永貞義         | オリジナル            |
| 第107話 | 7月13日         | プラスチックの貝殻         | 桶谷顕     | 本郷みつる     | 本郷みつる     | 林桂子           | オリジナル            |
| 第108話 | 7月20日         | 23時55分の反抗             | 水出弘一   | 原恵一         | 高柳哲司       | 堤規至           | オリジナル            |
| 第109話 | 7月27日         | こだわりの壁画             | 桶谷顕     | 塚田庄英       | 塚田庄英       | 高倉佳彦         | オリジナル            |
| 第110話 | 8月3日          | 恐怖のパーティー           | もとひら了 | 高柳哲司       | 高柳哲司       | 高倉佳彦         | オリジナル            |
| 第111話 | 8月10日         | 樹のざわめき               | 塚田庄英   | 塚田庄英       | 塚田庄英       | 堤規至           | オリジナル            |
| 第112話 | 8月17日         | 夏のクリスマスツリー       | 桶谷顕     | 貞光紳也       | 貞光紳也       | 川崎逸朗         | オリジナル            |
| 第113話 | 8月31日         | 奪われたデビュー           | もとひら了 | 本郷みつる     | 本郷みつる     | 林桂子           | オリジナル            |
| 第114話 | 9月7日          | オトメゴコロと腹の虫       | 桶谷顕     | 原恵一         | 高柳哲司       | 高倉佳彦         | オリジナル            |
| 第115話 | 9月14日         | 老人と化石                 | 水出弘一   | 高柳哲司       | 高柳哲司       | 堤規至           | オリジナル            |
| 第116話 | 9月21日         | 最終戦                     | 桶谷顕     | 塚田庄英       | 塚田庄英       | 高倉佳彦         | オリジナル            |
| 第117話 | 10月12日        | 恋愛のススメ               | 本郷みつる | 本郷みつる     | 本郷みつる     | 堤規至           | オリジナル            |
| 第118話 | 10月19日        | 嵐に消えたコンポコ         | もとひら了 | 高柳哲司       | 高柳哲司       | 富永貞義         | オリジナル            |
| 第119話 | 10月26日        | 動き出した時間             | 桶谷顕     | 原恵一         | 原恵一         | 堤規至           | オリジナル            |

#### 放送局
放送日時は個別に出典が掲示されてあるものを除き、1989年9月中旬 - 10月上旬時点、放送系列は放送当時のものとする。なお『藤子不二雄ワイド』内で放送された『エスパー魔美』については藤子不二雄ワイド#放送局を参照。
| 放送地域       | 放送局             | 放送日時                                                                                             | 放送系列                                     | 備考                                                         |
| -------------- | ------------------ | --- | -------------------------------------------- | ------------------------------------------------------------ |
| 関東広域圏     | テレビ朝日         | 火曜 18:50 - 19:20（1987年10月20日 - 1989年3月21日）→ 木曜 19:30 - 20:00（1989年4月20日 - 10月26日） | テレビ朝日系列                               | 制作局                                                       |
| 北海道         | 北海道テレビ       | 火曜 18:50 - 19:20（1987年10月20日 - 1989年3月21日）→ 木曜 19:30 - 20:00（1989年4月20日 - 10月26日） | テレビ朝日系列                               |                                                              |
| 宮城県         | 東日本放送         | 火曜 18:50 - 19:20（1987年10月20日 - 1989年3月21日）→ 木曜 19:30 - 20:00（1989年4月20日 - 10月26日） | テレビ朝日系列                               |                                                              |
| 福島県         | 福島放送           | 火曜 18:50 - 19:20（1987年10月20日 - 1989年3月21日）→ 木曜 19:30 - 20:00（1989年4月20日 - 10月26日） | テレビ朝日系列                               |                                                              |
| 新潟県         | 新潟テレビ21       | 火曜 18:50 - 19:20（1987年10月20日 - 1989年3月21日）→ 木曜 19:30 - 20:00（1989年4月20日 - 10月26日） | テレビ朝日系列                               |                                                              |
| 長野県         | テレビ信州         | 火曜 18:50 - 19:20（1987年10月20日 - 1989年3月21日）→ 木曜 19:30 - 20:00（1989年4月20日 - 10月26日） | 日本テレビ系列 テレビ朝日系列                |                                                              |
| 静岡県         | 静岡けんみんテレビ | 火曜 18:50 - 19:20（1987年10月20日 - 1989年3月21日）→ 木曜 19:30 - 20:00（1989年4月20日 - 10月26日） | テレビ朝日系列                               | 現・静岡朝日テレビ。                                         |
| 中京広域圏     | 名古屋テレビ       | 火曜 18:50 - 19:20（1987年10月20日 - 1989年3月21日）→ 木曜 19:30 - 20:00（1989年4月20日 - 10月26日） | テレビ朝日系列                               |                                                              |
| 近畿広域圏     | 朝日放送           | 火曜 18:50 - 19:20（1987年10月20日 - 1989年3月21日）→ 木曜 19:30 - 20:00（1989年4月20日 - 10月26日） | テレビ朝日系列                               | 現・朝日放送テレビ。                                         |
| 広島県         | 広島ホームテレビ   | 火曜 18:50 - 19:20（1987年10月20日 - 1989年3月21日）→ 木曜 19:30 - 20:00（1989年4月20日 - 10月26日） | テレビ朝日系列                               |                                                              |
| 香川県・岡山県 | 瀬戸内海放送       | 火曜 18:50 - 19:20（1987年10月20日 - 1989年3月21日）→ 木曜 19:30 - 20:00（1989年4月20日 - 10月26日） | テレビ朝日系列                               |                                                              |
| 福岡県         | 九州朝日放送       | 火曜 18:50 - 19:20（1987年10月20日 - 1989年3月21日）→ 木曜 19:30 - 20:00（1989年4月20日 - 10月26日） | テレビ朝日系列                               |                                                              |
| 鹿児島県       | 鹿児島放送         | 火曜 18:50 - 19:20（1987年10月20日 - 1989年3月21日）→ 木曜 19:30 - 20:00（1989年4月20日 - 10月26日） | テレビ朝日系列                               |                                                              |
| 熊本県         | 熊本朝日放送       | 木曜 19:30 - 20:00（1989年10月12日 - 10月26日）                                                      | テレビ朝日系列                               | 1989年10月開局のため、第117 - 119話のみ放送。                |
| 青森県         | 青森放送           | 火曜 17:00 - 17:30（1989年3月中旬 - 4月上旬時点） → 金曜 6:05 - 6:35                                 | 日本テレビ系列 テレビ朝日系列                |                                                              |
| 岩手県         | 岩手放送           | 日曜 11:00 - 11:30                                                                                   | TBS系列                                      | 現・IBC岩手放送。                                            |
| 秋田県         | 秋田放送           | 月曜 19:00 - 19:30（1988年2月中旬 - 3月上旬時点） → 日曜 10:30 - 11:00                               | 日本テレビ系列                               |                                                              |
| 山形県         | 山形放送           | 火曜 17:00 - 17:30（1988年2月中旬 - 3月上旬時点） → 金曜 19:00 - 19:30                               | 日本テレビ系列 テレビ朝日系列                |                                                              |
| 山梨県         | 山梨放送           | 木曜 17:00 - 17:30（1988年9月29日まで） → 木曜 16:00 - 16:30（1988年10月6日から）                    | 日本テレビ系列                               |                                                              |
| 石川県         | 北陸朝日放送       | 月曜 - 金曜 6:00 - 6:30                                                                              | テレビ朝日系列                               | 本放送終了後、1994年頃に放送。本放送時は、石川県では未放送。 |
| 福井県         | 福井放送           | 月曜 17:30 - 18:00（1988年2月中旬 - 3月上旬時点） → 月曜 17:00 - 17:30                               | 日本テレビ系列 テレビ朝日系列                | 1989年3月までは日本テレビ系列単独加盟局。                    |
| 山口県         | 山口朝日放送       | 月曜 - 金曜 6:00 - 6:30                                                                              | テレビ朝日系列                               | 本放送終了後、1995年頃に放送。本放送時は、山口県では未放送。 |
| 徳島県         | 四国放送           | 火曜 19:00 - 19:30（1988年2月中旬 - 3月上旬時点） → 月曜 19:00 - 19:30                               | 日本テレビ系列                               |                                                              |
| 愛媛県         | 愛媛放送           | 水曜 16:30 - 17:00                                                                                   | フジテレビ系列                               | 現・テレビ愛媛。途中で打ち切り。                             |
| 長崎県         | 長崎放送           | 月曜 17:20 - 17:50（1988年2月中旬 - 3月上旬時点） → 月曜 17:30 - 18:00                               | TBS系列                                      |                                                              |
| 大分県         | テレビ大分         | 水曜 19:30 - 20:00（1989年3月中旬 - 4月上旬時点） → 水曜 19:00 - 19:30                               | フジテレビ系列 日本テレビ系列 テレビ朝日系列 |                                                              |
| 宮崎県         | テレビ宮崎         | 火曜 16:30 - 17:00                                                                                   | フジテレビ系列 日本テレビ系列 テレビ朝日系列 |                                                              |
| 沖縄県         | 沖縄テレビ         | 月曜 - 金曜 17:30 - 18:00                                                                            | フジテレビ系列                               |                                                              |

### 映画
『エスパー魔美 星空のダンシングドール』は、1988年3月12日に公開されたアニメーション映画。同時上映は「ドラえもん のび太のパラレル西遊記」、「ウルトラB ブラックホールからの独裁者B・B」。

#### 解説
原恵一の劇場作品初監督にして原点とも言うべき作品。子供受けはあまりよくなかったと言われており、原も『アニメーション監督 原恵一』（晶文社、2005年）に収録されたインタビューで、自分が見た際に観客の子供が外に出て行ったと語っている。
原作漫画のエピソード「人形が泣いた?」をベースにしつつ、こけし座の座長を青年にしたり、人形をなくした少女・めぐみのエピソードといったオリジナル要素を交え、中編として再構成されている。当時、廃止を控えていた宇高連絡船が登場する場面がある。

#### ストーリー
ふとしたことから、人形劇団「こけし座」と知り合った魔美は子供たちに夢を与える彼らの姿に感動する。翌日、人形をなくして泣いている女の子・めぐみと出会った魔美は人形を探す約束をするが、それにはある秘密があった。魔美はこけし座の青年たちとめぐみに元気をとり戻そうとする。しかし、そのこけし座に危機が訪れる。
ゲストキャラクター
- 小林めぐみ - 小山茉美
半年前に母を亡くし、それ以来家に閉じこもりがちになってしまった少女。
- 小林勇造 - 穂積隆信
テレビ局に勤める多忙な男。めぐみの父親。
- 静 - 中村紀子子
めぐみの面倒を見ている老女。
- 久保英樹 - 大塚芳忠
人形劇団「こけし座」の座長をやっている青年。
- 水谷朋子 - 荘真由美
こけし座のメンバーの一人。ポニーテールの女性。
- 大森良夫 - 中原茂
こけし座のメンバーの一人。メガネをかけた男。
- 真田誠一 - 桜井敏治
こけし座のメンバーの一人。太った男。
- 利加 - 江森浩子
こけし座のメンバーの一人の女性。
- 男A - 山寺宏一
- 男B - 茶風林
- 作業員 - 小出和明
- 浄瑠璃 - 阪脩

#### スタッフ
- 原作 - 藤子不二雄Ⓕ
- 脚本 - 富田祐弘
- 作画監督 - 堤規至
- 美術監督 - 古谷彰
- 撮影監督 - 斎藤秋男
- 録音監督 - 浦上靖夫、大熊昭
- 音楽 - 田中公平
- プロデューサー - 別紙壮一、小泉美明、木村純一
- 監督 - 原恵一
- 動画チェック - 間々田益男、入江康智
- 色指定 - 野中幸子
- 仕上検査 - 枝光敦子、代田千秋、吉良幸子
- 背景 - スタジオユニ
- 撮影 - 旭プロダクション
- 効果 - 松田昭彦（フィズサウンドクリエイション）
- 整音 - 大城久典
- 録音制作 - オーディオプランニングユー
- 録音スタジオ - APUスタジオ
- 編集 - 岡安肇、中葉由美子、川崎晃洋、小島俊彦、村井秀明
- タイトル - 道川昭
- 協力 - じゃんぐるじむ、動画工房、スタジオディーン、スタジオリバティ、京都アニメーション
- 文芸 - 桶谷顕
- 演出助手 - 塚田庄英、パクキョンスン
- 制作担当 - 茂木仁史
- 制作デスク - 山川順一
- 制作進行 - 大沢正享、水島努、斎藤敦
- 現像 - 東京現像所
- 制作協力 - 藤子スタジオ、アサツー ディ・ケイ
- 制作 - テレビ朝日、シンエイ動画、小学館
- 配給 - 東宝

#### 劇中歌
| 使用形態           | 曲名                           | 唄     | 作詞     | 作曲   | 編曲   |
| ------------------ | ------------------------------ | ------ | -------- | ------ | ------ |
| オープニングテーマ | 不思議Angel                    | 橋本潮 | 松本一起 | 奥慶一 | 奥慶一 |
| エンディングテーマ | テレポーテーション–恋の未確認– | 橋本潮 | 松本一起 | 奥慶一 | 奥慶一 |

### CD
テレポーテーション-恋の未確認-/不思議Angel（1987年4月21日）
ドーナツ盤レコード、カセットでの発売。
S.O.S/I Like YouからI Love You（1989年8月1日）
CDシングルのほか、ドーナツ盤レコード、カセットも発売された。
エスパー魔美 ESPER MAMI（1989年9月1日）
エスパー魔美のテレビアニメおよび劇場映画「星空のダンシングドール」で使われたBGMを収録したCDアルバム。ブックレットには、作品解説のほか、別紙壮一（プロデューサー）、田中公平（音楽）のコメント、曲目解説（メロディナンバーが振られているメロディには、その番号）が掲載されている。
エスパー魔美 オリジナル・サウンド・トラック-完全版-（2001年12月21日）
『エスパー魔美 ESPER MAMI』を再構成し復刻したオリジナル音楽集CDと、効果音的に使われたBGM、ブリッジ曲、サブタイトル曲、主題歌のオフボーカルバージョンを収録した（未収録音源盤）CDの2枚組アルバム。2枚とも76分を超すボリュームである。上記CDアルバムのブックレットに掲載されたコンテンツが再録されているほか、エスパー魔美の放映リストも掲載されている。
エスパー魔美 TRIBUTE CD（非売品）
一部ショップでDVD-BOXの予約特典として制作された新録音によるカヴァーバージョン。上・下巻それぞれ一枚用意されており、上巻は植田佳奈による『テレポーテーション-恋の未確認-』のカヴァー、下巻は桃井はるこによる描きおろし（作詞・作曲・編曲）オリジナル楽曲『E.S.P. 〜Thanks to Mamichan〜』。

### 映像ソフト化
1990年代に東宝からVHSがリリースされたが、現在は全巻、廃盤となっている。
アニメのDVD-BOXの上巻が2006年8月4日に、下巻が12月8日にフロンティアワークスより販売されている。
これまでにも「エスパー魔美の全話ソフト化を」という希望は多かったが、権利面や映像の状態などから長年にわたって実現しなかった。上巻では次回予告が未収録となったが、下巻分の次回予告は全話分発見され、下巻には収録。上巻の次回予告は、上下巻の連動応募特典DVDに収録された。
また、2007年11月27日よりDVD単巻の1-5巻（各巻6話ずつ）の発売が開始され、以後翌年2月まで5巻ずつ計20巻が発売された。なお、連動応募特典として、1-10巻の購入でミニブックレット、11-20巻の購入で200頁超特製ブックレット、さらに全巻購入で非売品DVDをプレゼントとの趣旨だが、これらのものはすべてDVD-BOXの特典と同じものである。
2014年10月29日にもアニバーサリーDVD-BOXが発売され、劇場版『星空のダンシングドール』が初収録された。ただし、特典は付いていない。
| テレビ朝日系列 火曜18:50 - 19:20枠                                                                      | テレビ朝日系列 火曜18:50 - 19:20枠 | テレビ朝日系列 火曜18:50 - 19:20枠 |
| 前番組                                                                                                  | 番組名                             | 次番組 |
| --- | ---------------------------------- | --- |
| 藤子不二雄劇場 （月 - 金の18:50 - 19:00） ※直前は『忍者ハットリくん』藤子不二雄ワイド （19:00 - 20:00） | エスパー魔美 （1987.10 - 1989.3）  | ピッカピカ音楽館 （月 - 金の18:50 - 19:00） 【『パオパオチャンネル』より独立】ビートたけしのスポーツ大将（第2期） （19:00 - 20:00） 【水曜20:00より移動】 |
| テレビ朝日系列 木曜19:30 - 20:00枠                                                                      |                                    | |
| ニュースシャトルANN （月 - 金の19:20 - 20:00） 【18:00に移動】                                          | エスパー魔美 （1989.4 - 10）       | チンプイ |

## テレビドラマ
2002年1月5日より3月23日まで毎週土曜日18:00 - 18:30に、NHK教育テレビジョンの『ドラマ愛の詩』で放送された。全12話。主演は笹岡莉紗。
製作がNHK名古屋放送局であることから舞台が東京近郊から名古屋へと変更されている。その他にも魔美がダンス部に所属しているなど原作漫画と異なる設定が多く、原作漫画およびアニメでは事件に関わった人に超能力がばれてしまうことはあったが最後までばれることのなかった両親に最終回にて露見してしまう。

### サブキャラクター
主要人物は#登場人物を参照。
- 高畑弥生 - 石河美幸
- 高畑夏美 - 大倉たから
- 宮内俊一郎 - 赤坂晃
- 白石多恵子 - 高月あゆみ
- 松本優二 - 伊藤隼人
- 長谷部太郎 - 伊藤篤史
- 村田健 - 濱嶌瑞樹
- 野辺山緑 - 佳梯かこ
- 水谷先生 - 伊沢勉
- 聖天宮宣子 - 火田詮子

### ゲスト
第1話「エスパー誕生！」
- 川村幹也 - 東野竜三

第3話「名画と鬼ババ」
- 川村幹也 - 東野竜三
- 羽左間美千代 - 李麗仙（少女時代：田島祥子）
- 立野正治 - 柾木卓（少年時代：井上駿）

第4話「UFOを呼び寄せろ」
- 石部 - 横山揮英
- アナウンサー - 黒川慶一

第5話「ラストシーンをもう一度」
- 有原哲 - 阿部優也
- 八代佳子 - 森美稚子

第6話「バレンタインの冒険」
- 松下幸一 - 山科淳司

第7話「カムバック大作戦」
- 任紀高志 - 湯原昌幸
- 大山次郎 - 川本貴浩

第8話「ママを救出せよ！」
- ダブダブラ大統領 - オスマン・サンコン
- ブラック・キューピッド - 伊藤友乃
- アナウンサー - 黒川慶一

第9話「宮内先生の恋人」
- 野辺山カスミ - 山崎直子

第10話「決戦！ダンス大会」
- 野辺山カスミ - 山崎直子

### スタッフ
参照：『宇宙船 YEAR BOOK 2003』
- 制作統括 - 銭谷雅樹
- 脚本 - 寺田敏雄、藤長野火子、下川博
- 演出 - 田中健二、今井洋一、濱田裕之、小松隆
- 音楽 - 武部聡志
- ダンス・振付指導 - 南流石
- 制作会社 - NHK名古屋放送局
- 主題歌 - 『キミは奇跡を信じるかい？』チロリンアンドエンジェルス

### 放送日程
| 各話   | 放送日        | サブタイトル           | 脚本       | 演出     |
| ------ | ------------- | ---------------------- | ---------- | -------- |
| 第1話  | 2002年1月05日 | エスパー誕生！         | 寺田敏雄   | 田中健二 |
| 第2話  | 1月12日       | 超能力は友情の敵？     | 寺田敏雄   | 田中健二 |
| 第3話  | 1月19日       | 名画と鬼ババ           | 寺田敏雄   | 田中健二 |
| 第4話  | 1月26日       | UFOを呼び寄せろ        | 寺田敏雄   | 田中健二 |
| 第5話  | 2月02日       | ラストシーンをもう一度 | 藤長野火子 | 田中健二 |
| 第6話  | 2月09日       | バレンタインの冒険     | 下川博     | 今井洋一 |
| 第7話  | 2月16日       | カムバック大作戦       | 藤長野火子 | 今井洋一 |
| 第8話  | 2月23日       | ママを救出せよ！       | 下川博     | 今井洋一 |
| 第9話  | 3月02日       | 宮内先生の恋人         | 寺田敏雄   | 濱田裕之 |
| 第10話 | 3月09日       | 決戦！ダンス大会       | 寺田敏雄   | 小松隆   |
| 第11話 | 3月16日       | 高畑君のピンチを救え！ | 寺田敏雄   | 小松隆   |
| 最終話 | 3月23日       | 恋それとも魔法         | 寺田敏雄   | 小松隆   |

## パロディ
もともと藤子・F・不二雄の作品は、他作品のキャラクターを出演させることが多い。特にドラえもんではその傾向が顕著である。
『ドラえもん』てんとう虫コミックス32巻の「なんでも空港」において、空を飛んでいる魔美が地上に降ろされるシーンがある。31巻には「エスパースネ夫」という話がある。また、ドラえもん『藤子・F・不二雄 生誕80周年記念 タイムマシンがなくなって大ピンチドラえもん冬の1時間スペシャル』（2013年12月6日）「超巨大どら焼き作り」ではドラえもんのどら焼き作りを他のFキャラたちと一緒に手伝っていた。
2006年3月6日公開の『ドラえもん のび太の恐竜2006』では人混みの中に魔美と高畑が紛れ込んでいる。
逆に本作の劇中でも『ドラえもん』の主要登場人物が出演しており、「うそ×うそ＝？」（アニメ版第22話「ウソ×ウソ＝パニック」）では近所の住民の中にスネ夫やのび太、ジャイアン、静香が登場している。またスネ夫のみ台詞がある。またアニメ版での該当シーンは『ドラえもん』のBGMがそのまま使われれており、スネ夫がカマイタチのことを話したシーンの直後におけるアニメオリジナルカットにドラえもんそのものが単独で追加登場している。数少ないアニメ化されなかったエピソードの「ずっこけお正月」でも近所の子供としてジャイアンとスネ夫が登場している。
2007年3月10日公開の映画『ドラえもん のび太の新魔界大冒険 〜7人の魔法使い〜』において、作中のテレビアニメ番組として「魔法少女マミ」（魔法の世界では「科学少女マミ」）が描かれ、その主人公として魔美をベースとしたキャラクターが登場した。マミの声を演じたのは瀬那歩美。明確に魔美をモチーフとしたキャラクターが藤子アニメに登場したのは、本編が終了して以来18年ぶりのこと。
2010年11月19日放送のアニメ、『ドラえもん』「あやとり世界の王様に」においてモブキャラクターとして登場。クラスメートのノンちゃんといっしょにのび太の活躍に賞賛の拍手を送っていた。
逆に他の漫画家にパロディ化された例として、吾妻ひでお『エスパー三蔵』があり、作中に魔美も1コマだけ登場している。
みのり書房の漫画雑誌『アニパロコミックス』では江口勇が本作品のアニパロを執筆している。扱いは高畑のほうが大きく、マイケル・ジャクソンのような外観で「マイケル高畑」と名乗っている。江口の作品集『本格探偵漫画かおり:江口勇作品集』（1990年、みのり書房）に一部収録。
2005年6月30日に刊行された古典部シリーズの第3作クドリャフカの順番において、登場人物の一人である伊原麻耶花が魔美のコスプレをしている（原作のみ。アニメでは別のキャラに変更されている）。

## 流言
えびはら武司によると、えびはらのお色気漫画『まいっちんぐマチコ先生』（当時は藤子タッチのお色気漫画といわれた）のヒット後に藤本は影響を受けてエスパー魔美を描いたと述べているが、『まいっちんぐマチコ先生』の連載開始は1980年で本作よりも後である。